# Mòng biển lưng đá phiến
Larus schistisagus là một loài chim trong họ Laridae.